# Península del Labrador
La península del Labrador (del inglés: Labrador Peninsula); en francés: Péninsule du Labrador, así llamada en honor a su descubridor portugués João Fernandes Lavrador en 1498, es una gran península del noreste de Canadá, entre el Atlántico al este y la bahía de Hudson al oeste; al norte tiene el estrecho de Hudson que la separa de la Tierra de Baffin, al este el mar del Labrador y al suroeste se encuentra el golfo de San Lorenzo.
Geológicamente, la península del Labrador pertenece al Escudo Canadiense. Los montes Torngat, que la atraviesan de norte a sur, constituyen la espina dorsal. Sus costas son muy accidentadas con gran cantidad de bahías, ensenadas, rías y fiordos bajos formados por la erosión glaciar y los movimientos del inlandsis que cubrió el territorio durante las glaciaciones, las mismas glaciaciones (como en la mayor parte del Canadá) han dejado asimismo numerosos lagos. Entre los lagos de esta zona de Canadá, cabe mencionar los de Clearwater y el Minto. Entre las bahías destaca bahía Ungava, en el norte de la gran península, mientras que puede considerarse un fiordo muy extendido el valle en el que se localizan bahía Groswater y lago Melville, en la costa occidental. Su clima es extremadamente continental en el sur, hacia el norte es sub-ártico; la costa este recibe la influencia de la corriente fría del Labrador lo que prácticamente anula los efectos moderadores del océano.
Varios son los ríos que recorren esta península: Churchill, Eastmain, George, Koksoak y Leaf. 
La península del Labrador tiene una importante subpenínsula en su parte noroccidental, la península de Ungava, delimitada por el estrecho de Hudson y las bahías de Hudson y Ungava.
Administrativamente, comprende partes de las provincias de Terranova y Labrador (región del Labrador, o "Costa del Labrador") y Quebec (regiones de Saguenay-Lac-Saint-Jean, Côte-Nord y Nord-du-Québec).

## Ubicación y geografía

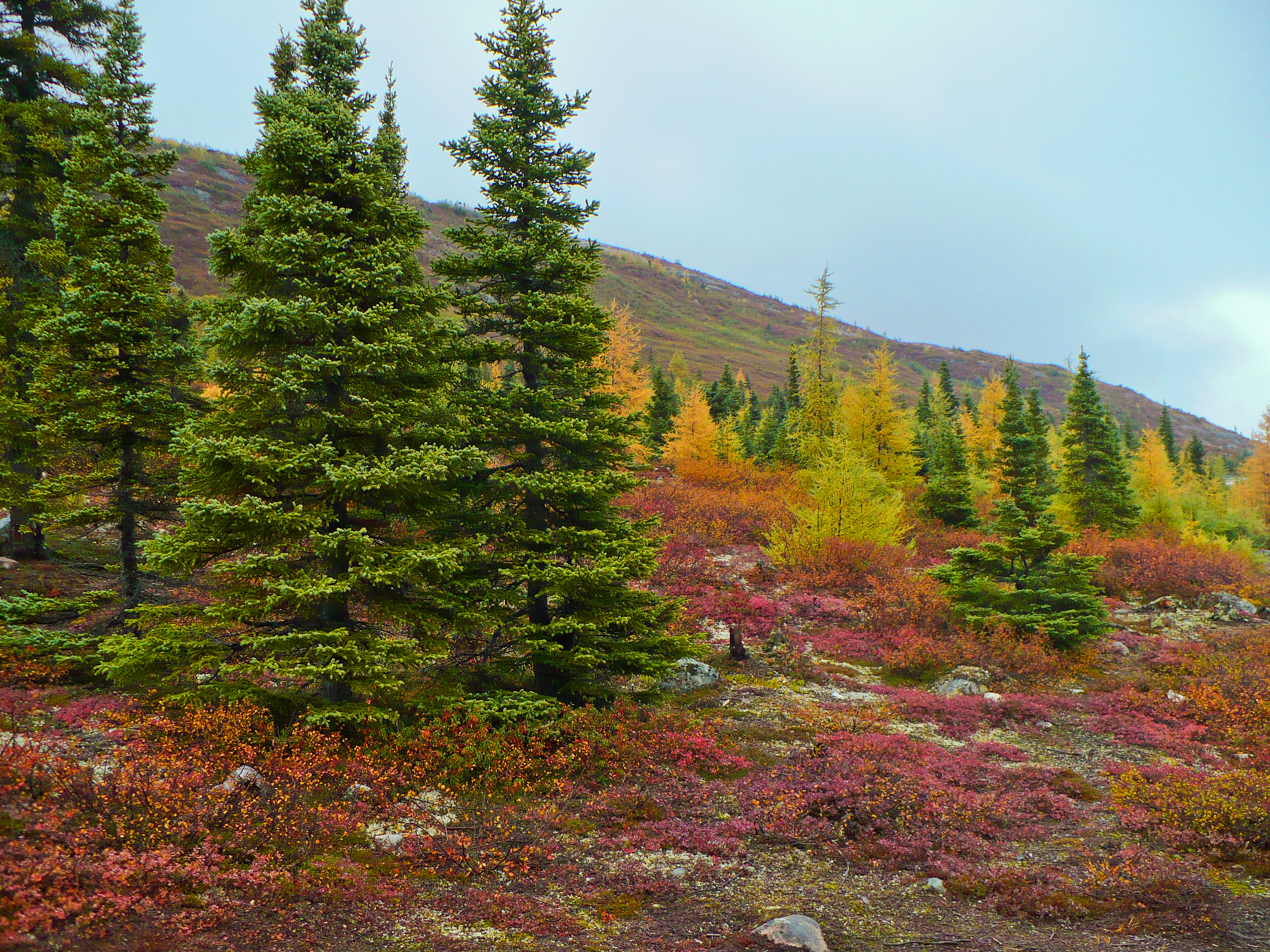
Una ladera en Nain, costa este de la península en un día de otoño de septiembre de 2008

La península está rodeada de mar por todos sus lados, excepto por el suroeste, donde se ensancha hacia el continente general. La parte noroeste de la Península del Labrador tiene forma de península menor, la Península de Ungava, rodeada por la Bahía de Hudson, el Estrecho de Hudson y la Bahía de Ungava. El punto más septentrional de la península de Ungava, el Cabo Wolstenholme, es también el punto más septentrional de la península del Labrador y de la provincia de Quebec. La península es una meseta hilvanada por valles fluviales. Hay varias cadenas montañosas. Las Montañas Torngat, situadas en la parte norte de la península, contienen el punto más alto de la península Monte Caubvick, que con 1652 metros (5419,9 pies) es también el punto más alto del Canadá continental al este de Alberta. Las montañas también albergan el parque nacional de las Montañas Torngat, el único parque nacional de Canadá en la península del Labrador. El parque se encuentra en la provincia de Terranova y Labrador, mientras que el adyacente parque nacional de Kuururjuaq se encuentra en la provincia de Quebec.

### Hidrología
Debido a que está cubierto casi en su totalidad por el Escudo Canadiense - una vasta meseta rocosa con una historia de glaciación- la península tiene un gran número de lagos. Sólo la provincia de Quebec tiene más de medio millón lagos de distinto tamaño. La mayor masa de agua de la península del Labrador es el embalse de Smallwood, pero el mayor lago natural es el lago Mistassini. Otros lagos importantes son el Embalse de Manicouagan, el Embalse de Caniapiscau, y los embalses La Grande 2 y La Grande 3. Debido a una historia de desarrollo hidroeléctrico, la mayoría de los grandes lagos de agua dulce de la península son embalses. Además de la abundancia de lagos, la península también tiene muchos ríos. El más largo, el río La Grande, tiene una longitud de 900 km (559,2 mi) y fluye hacia el oeste por casi la mitad de la península. Otros ríos destacables son el río Eastmain, el río Rupert y el río Churchill.

## Geología
Labrador es la parte oriental del Escudo Canadiense, que aquí se compone de gneises y granitos y se eleva desde el nivel del mar en dirección este desde la Bahía de Hudson hasta una altitud de hasta 1652  m. La costa atlántica, caracterizada por fiordos profundamente cortados, se une al centro de la península en forma de meseta en el este . El extremo noreste de la península de Labrador con las montañas Torngat forma parte de la Cordillera Ártica.

## Historia
Antes de la llegada de los europeos, la península estaba habitada principalmente por el pueblo Cree, sobre todo por la nación Innu Nación del sureste de la península, que se refería a su país como Nitassinan (ᓂᑕᔅᓯᓇᓐ), que significa "nuestra tierra" en la lengua innu. Otros pueblos de la península son los Cree del Este de Eeyou Istchee (ᐄᔨᔨᐤ/ᐄᔨᔫ/ᐄᓅ ᐊᔅᒌ), los Naskapi cuyos territorios se llaman St'aschinuw (ᒋᑦ ᐊᔅᒋᓄᐤ, que también significa "nuestra tierra") así como los Inuit de Nunavik, Nunatsiavut y NunatuKavut. La zona pasó a llamarse Markland en nórdico groenlandés y sus habitantes eran conocidos como los Skræling'.
Está ampliamente aceptado que la península lleva el nombre del explorador portugués João Fernandes Lavrador. El rey Manuel I de Portugal le concedió en 1499 una patente que le otorgaba el derecho a explorar esa parte del océano Atlántico, tal y como establecía el Tratado de Tordesillas. Junto con Pêro de Barcelos, avistó por primera vez el Labrador en 1498, y cartografió las costas del suroeste de Groenlandia y de la adyacente América del Norte alrededor de 1498 y dio noticia de ellas en Portugal y Europa. Su condición de terrateniente le permitió utilizar el título de lavrador, que en portugués significa "agricultor" o "terrateniente", pero "labrador" en español y gallego significa "trabajador agrícola". (pronunciación en portugués: /lɐvɾɐˈðoɾ/)". En realidad dio el nombre de Terra do Lavrador a Groenlandia, que fue la primera tierra que avistó, pero con el tiempo, el nombre se extendió a todas las zonas hasta que se fijó para el Labrador.

## Descubrimiento por europeos
Después de los nativos amerindios e inuit, los primeros exploradores europeos de la costa de Labrador fueron los vikingos noruegos, que llegaron de Groenlandia bajo el mando de Leif Eriksson alrededor del año 1000 d. C.
El primer (re)descubrimiento verificable de la península de Labrador fueron dos expediciones en 1497 y 1498 bajo el mando del marinero veneciano Giovanni Caboto (John Cabot), que estaba al servicio de Inglaterra, buscando la ruta marítima a China,  seguido de un Expedición portuguesa en 1499 João Fernandes, llamado Lavrador y João Gonsales, de quien probablemente deriva el nombre (ambos eran terratenientes en las Azores ), y que declararon la región posesión portuguesa tras el Tratado de Tordesillas, que Portugal más tarde no persiguió. Fueron seguidos por otros dos desembarcos portugueses bajo Gaspar Corte Real 1500 y 1501.

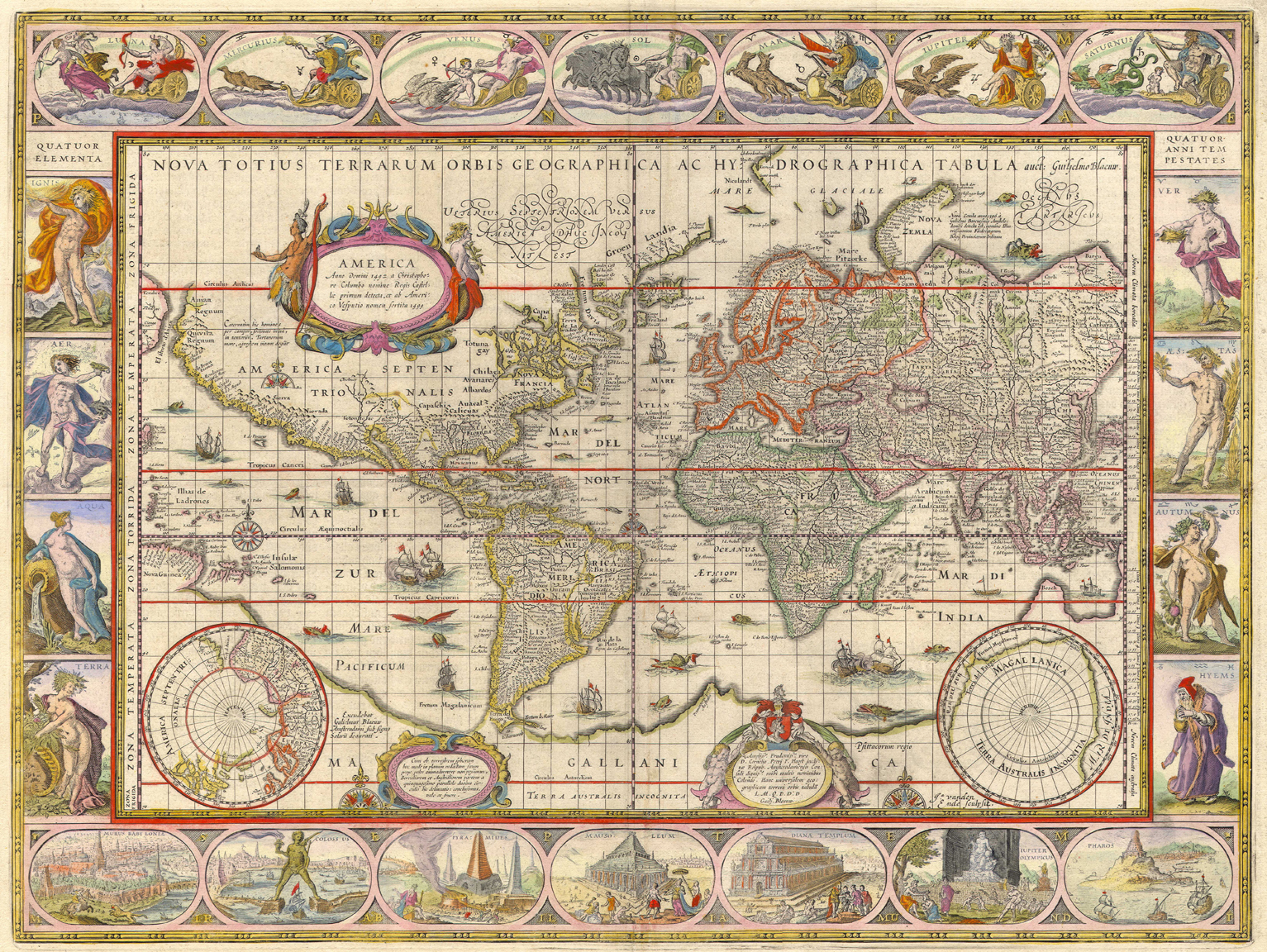
Mapa del mundo 1606–26 que muestra Terra de Labrador, Terra Corterealis y Terra Nova de Bacalaos de la costa noreste de América del Norte.

También hay hipótesis y leyendas basadas en pruebas circunstanciales de un descubrimiento incluso anterior a Colón en 1492, que no están aseguradas porque las pruebas circunstanciales también pueden explicarse de otra manera. En 1473, una expedición encargada por los reyes daneses, noruegos, suecos y portugueses para buscar la conexión con Groenlandia, que no se había utilizado desde aproximadamente 1406, bajo Didrik Pining (probablemente de Hildesheim, entonces gobernador danés de Islandia entre 1478 y 1490), Hans Pothorst (también del norte de Alemania), el navegante Johannes Scolvus (origen muy discutido, quizás polaco, quizás danés, algunos especularon que se trataba del joven Colón) y el enviado portugués João Vaz Corte-Real (a partir de entonces, 1474-1496 gobernador portugués de las Azores y Lavrador en Terceira ) la isla de Groenlandia nuevamente. Porque el sacerdote e historiador azoriano Gaspar Frutuoso escribió hacia 1590 que Corte-Real recibió sus posesiones en las Azores en agradecimiento por el descubrimiento de Terra Nova do Bacalao (= Nueva Tierra de Bacalao / Bacalao), que, según mapas posteriores, fue fechado más cerca de Terranova pero no aparece en los atlas, que fueron redibujados con frecuencia en la época, hasta 1508 (tras los desembarcos de Caboto, Fernandes Lavrador y Gaspar Corte-Reals), la afirmación muchas veces dio lugar a la hipótesis de que esta expedición ya había llegado a Labrador y Terranova. Esta leyenda es especialmente popular en los países escandinavos, Alemania, Portugal y Polonia. Sin embargo, debido a que la escritura de donación a Corte-Real no menciona este motivo, muchos historiadores creen que Frutuoso, escribiendo 120 años después, confundió las consecuencias de este nombramiento con la causa. Con la gobernación de Corte-Real, los viajes de búsqueda y descubrimiento portugueses en el Atlántico noroeste comenzaron después de 1474 en nombre del rey portugués, que fueron financiados y equipados por João Vaz Corte-Real y sus hijos. La expedición de Fernandes y Gonsales en 1499 también fue promovida por la familia Corte Real, datos de cartógrafos contemporáneos y de las autoridades aduaneras del puerto de Bristol también pueden interpretarse de tal forma que Fernandes Lavrador y Gonsales también habían tomado parte previamente en la Expedición inglesa bajo Caboto y esto también los inspiró a emprender su viaje de descubrimiento. [7] En los años 1500 y nuevamente en 1501, el propio hijo de Gaspar Corte-Real realizó viajes de descubrimiento, en el segundo se perdió. También desapareció una expedición de búsqueda de su hermano Miguel Corte-Real en 1502, y el rey prohibió una nueva búsqueda del tercer hermano Vasco Anes Corte-Real . [8º]Por lo tanto, ni el nombre Terra de Labrador , ni el nombre alternativo Terra Corterealis (Land Corte-Reals) utilizado hasta el siglo XVII , ni el nombre portugués de Terra Nova do Bacalao de Terranova son evidencia del descubrimiento portugués en 1473, como creen los proponentes. Lo más probable es que el primer nombre signifique Fernandes, tal vez también Gonsales o Gaspar Corte-Real, el segundo nombre podría referirse a uno de los hijos descubridores y el tercer nombre solo es detectable en fuentes posteriores a 1500. Que Vasco Anes Corte-Real tenía derechos familiares sobre Labrador ( Terra Corterealis) sostiene, tampoco prueba pretensiones desde 1473, porque el rey había concedido a Miguel Corte-Real el privilegio de la propiedad privada de los descubrimientos. [8] También las declaraciones del arzobispo y cartógrafo sueco Olaus Magnus sobre los descubrimientos de Pining y Pothorst (“alta montaña, llamada Hvitsark”, “entre Islandia y Groenlandia”) y el alcalde de Kiel Carsten Grypp (“nye insulen und lande” , incluido el "Klippen Wydtszerk vor Gronlandth") en el contexto probablemente se refiera a regiones e islas en la costa del fiordo de Groenlandia. [9]En opinión de la mayoría de los historiadores, la evidencia en fuentes más recientes, que aún no están tan fuertemente influenciadas por malentendidos y leyendas, no es suficiente para determinar si la expedición de 1473 vio otros países además de Groenlandia.
Dado que la isla de Groenlandia (geográficamente parte de América y no muy alejada del continente) siempre fue conocida en los países escandinavos medievales, donde vivió una pequeña población escandinava hasta el siglo XV, es posible que en el noroeste de Europa se dieran pequeños medios que tenía un conocimiento semilegendario de tierras más allá de Groenlandia, como las sagas islandesas sobrevivientes de Vinland . Estas leyendas y contactos con Groenlandia hacen que no se descarten avistamientos o desembarcos individuales en la Edad Media en Labrador. Algunos expertos apuntan que además de los navegantes escandinavos-islandeses-groenlandeses, los vascosLos balleneros y pescadores que navegaron muy lejos en el Atlántico Norte podrían haberse acercado al continente americano. Sin embargo, los primeros desembarcos europeos inequívocamente probados tras Leif Erikson en Labrador y Terranova son los de Caboto en 1497 y 1498, de Fernandes Lavrador y Gonsales en 1499 y de Gaspar Corte-Real en 1500 y 1501.

## Flora y Fauna
La flora y fauna de la península de Labrador están adaptadas a su clima severo, caracterizado por veranos cortos e inviernos largos y fríos. La diversidad de ecosistemas, desde los bosques boreales hasta la tundra ártica y las aguas costeras, sostiene una variedad de vida silvestre, haciendo de Labrador una región única e importante para la conservación y el estudio ecológico.

### Flora
Entre las especies de árboles que se encuentran en los bosques de coníferas se encuentran la Picea negra (Picea mariana) dominante en las partes norteñas e interiores de la península. Conocida por su resistencia en climas fríos y capacidad para prosperar en suelos pobres en nutrientes; la Picea blanca (Picea glauca) que se encuentra en áreas ligeramente más templadas y húmedas en comparación con la picea negra; el abeto balsámico (Abies balsamea) a menudo se encuentra en bosques mixtos con piceas, especialmente en las partes sur de Labrador.
En cuanto a áboles caducifolios, abundan el álamo temblón (Populus tremuloides) que es común en áreas protegidas, junto con otras especies de álamos y el abedul blanco (Betula papyrifera) especialmente se encuentra en valles fluviales y áreas más protegidas donde los niveles de humedad son más altos.
En las partes más septentrionales de Labrador, domina la vegetación de tundra. Esto incluye plantas de bajo crecimiento como el sauce ártico (Salix arctica), el té de Labrador (Rhododendron groenlandicum), el arándano negro (Empetrum nigrum) y varios líquenes y musgos.
Diversas flores silvestres pueblan las praderas, tal como la hierba de San Juan (Chamerion angustifolium) comunes en áreas perturbadas y a lo largo de las carreteras, con sus flores rosadas púrpuras vibrantes; la rosa silvestre (Rosa acicularis) que se encuentra en bosques abiertos y praderas, proporcionando alimento y refugio para diversas especies de vida silvestre y la amapola ártica (Papaver radicatum) una planta perenne resistente que florece en el corto verano ártico.

### Fauna
Diversos mamíferos de porte importante habitan la península de Labrador, ellos son el caribú (Rangifer tarandus) una especie clave para el ecosistema boreal, con subespecies migratorias y de bosque que se encuentran en Labrador; el alce (Alces alces) común en áreas boscosas, alimentándose de vegetación acuática en lagos y ríos; el oso negro (Ursus americanus) que se encuentra en toda la península, principalmente en áreas boscosas y menos pobladas; el zorro ártico (Vulpes lagopus) adaptado a climas fríos, con un pelaje blanco para el camuflaje en invierno; y el lince canadiense (Lynx canadensis) el cual prefiere los bosques boreales densos y se alimenta principalmente de liebres americanas.
En cuanto a aves durante el verano, Labrador alberga una amplia variedad de aves migratorias, incluyendo aves acuáticas como patos y gansos, aves playeras y aves canoras como currucas, gorriones y zorzales. Moran en la península aves de presa tales como el águila calva y varios tipos de halcones pueden encontrarse anidando en los bosques y acantilados de la región.
A lo largo de las costas y en las aguas circundantes de Labrador, se encuentran especies como focas comunes, focas grises y ocasionalmente focas de Groenlandia. Las ballenas beluga también son conocidas por frecuentar las aguas del norte. Especies de peces como el salmón del Atlántico y el salmón de lago (ouananiche), así como la trucha y el char ártico, habitan los ríos y lagos de la península.